# Norbert
Norbert – imię męskie pochodzenia starogermańskiego. Wywodzi się od słów nord – tj. północ i beraht – czyli błyszczeć, jaśnieć. Całość znaczy więc „ten, który dokonuje wielkich czynów na północy”, „sławny mąż z północy”.
Po raz pierwszy wystąpiło w języku polskim w 1216, później w 1455. Imię częstsze na Śląsku, zyskuje na popularności od lat 70. XX wieku.
W styczniu 2024 w rejestrze PESEL, wśród publicznie dostępnych danych, wykazano 39546 mężczyzn o imieniu Norbert nadanym jako imię pierwsze oraz 15685 mężczyzn noszących imię Norbert jako imię drugie. Dla porównania, najczęściej nadane jako męskie imię pierwsze – Piotr, nosi 689313 osób.
Norbert imieniny obchodzi: 6 czerwca.

## Imię Norbert w innych językach[8]
- łacina – Norbertus
- angielski – Norbert
- czeski – Norbert
- francuski – Norbert
- hiszpański – Norberto
- niemieckl – Norbert, Bertus, Bert
- rosyjski – Norbert
- słowacki – Norbert
- słoweński – Norbert, Norbart
- włoski – Norberto.

## Mężczyźni noszący imię Norbert
- Święty Norbert z Xanten (1080–1134) – arcybiskup Magdeburga, święty katolicki
- Norbert Barlicki (1880–1941) – polski działacz socjalistyczny, prawnik
- Norberto Bobbio (1909–2004) – włoski prawnik i filozof
- Norbert Bonczyk (1837–1893) – polski duchowny katolicki, poeta, publicysta
- Norbert Elias (1897–1990) – niemiecki socjolog
- Norbert Goormaghtigh – belgijski lekarz patolog
- Norbert Grupe (1940–2004) – niemiecki bokser
- Norbert Hapanowicz (1887–1915) – polski inżynier
- Norbert Kościuch (ur. 1984) – polski żużlowiec
- Norbert Nigbur (ur. 1948) – niemiecki piłkarz
- Norbert Rasch (ur. 1971) – działacz mniejszości niemieckiej
- Norberto Rivera Carrera (ur. 1942) – meksykański duchowny katolicki, kardynał
- Norbert Rózsa – węgierski pływak
- Norbert Wiener (1894–1964) – amerykański matematyk, twórca cybernetyki
- Norbert Wójtowicz (ur. 1972) – polski historyk, teolog i publicysta